# Рубі Лофтус обробляє казенник
Рубі Лофтус обробляє казенник (англ. Ruby Loftus Screwing a Breech Ring) — картина британської художниці Лаури Найт, присвячена жіночій праці на оборонних підприємствах Британії в часи Другої світової війни. Картину створено 1943 року за замовленням Дорадчого комітету воєнних митців (англ. WAAC).
Полотно зображує молоду робітницю Рубі Лофтус за токарною обробкою казенника.
Картина написана олією на полотні, має розміри 86 х 100 см. і зараз експонується в Імперському воєнному музеї.